# Adenike Oladosu
Adenike Titilope Oladosu (Ogbomosho, 1994) es una activista climática nigeriana,  ecofeminista e iniciadora del movimiento Fridays For Future en Nigeria. Se especializa en la igualdad, la seguridad y la consolidación de la paz en África, especialmente en la región del Lago Chad.
Greenpeace UK la reconoció como una de las tres jóvenes activistas negras en África que intentan combatir el cambio climático junto a Vanessa Nakate y Elizabeth Wathuti para el Mes de la Historia Negra, y en diciembre de 2019, Oladosu asistió a la reunión de la COP25 en España como Delegada de la juventud nigeriana donde pronunció un discurso sobre el cambio climático en África y cómo afecta la vida.

## Niñez y educación
Oladosu es de Ogbomosho en el estado de Oyo. Obtuvo su educación inicial en la Escuela Secundaria del Gobierno Gwagwalada Abuya, y luego pasó a la Universidad de Agricultura, Markurdi, donde obtuvo un título de primera clase en economía agrícola.

## Activismo climático
Comenzó a prepararse para el activismo climático después de comenzar la universidad. Vio a granjeros y pastores enojados porque sus tierras se estaban volviendo más áridas y otras comunidades que nunca habían enfrentado inundaciones tenían sus tierras de cultivo arrasadas. La lectura del Informe especial sobre el calentamiento global de 1,5 °C del IPCC la llevó a unirse al movimiento Fridays For Futuree. Comenzó a abogar en comunidades, escuelas y lugares públicos para hablar con la gente sobre la crisis climática. Los animó a plantar árboles y educar a sus compañeros.
En 2019, recibió el premio Embajadora de Conciencia de Amnistía Internacional Nigeria y habló con líderes mundiales en la cumbre de la juventud sobre el clima de la ONU.
Asistió a la conferencia sobre cambio climático de 2019 en Madrid junto con Greta Thunberg, donde llamó la atención de los líderes mundiales hacia los movimientos climáticos de Nigeria y África.

## Premios y reconocimientos
- 22 voces diversas para seguir en Twitter este Día de la Tierra por Amnistía Internacional[14]
- 15 ° embajador del centro climático de la juventud africana[15]